# Premi Pin i Soler de narrativa

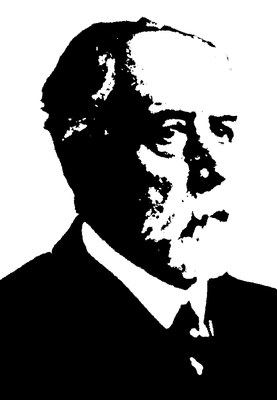
Josep Pin i Soler.

El Premi Ciutat de Tarragona de novel·la Pin i Soler és un guardó literari creat amb el propòsit de retre homenatge a aquest escriptor tarragoní.
Té el seu origen en el premi de narrativa Pin i Soler, convocat el 1984 per Òmnium Cultural del Tarragonès, en el marc de la Nit literària dels Països Catalans, que va tenir lloc a Altafulla. En aquella ocasió, el premi s'atorgava a un relat i no en comportava la publicació.
El premi va ser reprès el 1991, en el marc del cartell dels Premis Literaris Ciutat de Tarragona, convocat per Òmnium Cultural del Tarragonès i l'ajuntament de la ciutat. Des d'aquesta data fins al 2000, el premi estava obert a col·leccions de relats i novel·les i el publicava edicions El Mèdol. A partir de 2001, la convocatòria s'ha centrat en el gènere novel·lesc i l'han publicat, successivament, les editorials Proa, Columna, Angle i Edicions de 1984.
El 2020 tenia una dotació de 21.000 euros.

## Guanyadors
- 1984: Carles Sigla i Casellas per Darrera voluntat. Editat amb el títol He perdut el meu piano, per El Llamp, Barcelona, 1988.
- 1991: Antoni Arca per Els catalans no dormim mai. Editat per El Mèdol, Tarragona, 1992.
- 1992: Martí Boada i Juncà per Hivern al Montseny. Editat per El Mèdol, Tarragona, 1993.
- 1993: Zoraida Burgos Matheu per L'obsessió de les dunes. Editat per El Mèdol, Tarragona, 1994.
- 1994: Josep Valls i Grau per Granoturco. Editat per El Mèdol, Tarragona, 1995.
- 1995: Jordi Cervera i Nogués per Dibuixos obscens. Editat per El Mèdol, Tarragona, 1996.
- 1996: Adam Manyé i Sardà per Garites deshabitades. Editat per El Mèdol, Tarragona, 1997.
- 1997: Desert.
- 1998: Jordi Tiñena i Amorós per Dies a la ciutat. Editat per El Mèdol, Tarragona, 1999.
- 1999: Àngel-O Brunet i Las per Contra mendacium. El misteri dels còdexs màgics. Editat per El Mèdol, Tarragona, 2000.
- 2000: Joan Mestre Domènech per El mas de la Guineu. Editat per El Mèdol, Tarragona, 2001.
- 2001: Joan Agut per L'arbre de la memòria. Editat per Proa, Barcelona, 2002.
- 2002: Francesc Puigpelat per Roger de Flor, el lleó de Constantinoble. Editat per Proa, Barcelona, 2003.
- 2003: Desert.
- 2004: Desert.
- 2005: Antoni Pladevall i Arumí per Terres de lloguer[Enllaç no actiu]. Editat per Columna, Barcelona, 2006. També editat per Labutxaca, Barcelona, 2012.
- 2006: Jaume Benavente per Llums a la costa. Editat per Columna, Barcelona, 2007.
- 2007: Roc Casagran per Austràlia.[6] Editat per Columna, Barcelona, 2008.
- 2008: Dolors Borau per Com una pedra.[7] Editat per Columna, Barcelona, 2009.
- 2009: Joan Giné Masdeu per Cavalls a la casa de les roses surant.[8] Editat amb el títol El genet nu, per Columna, Barcelona, 2010.
- 2010: Gerard Guix per Tot el que hauries de saber abans d'estimar-me.[9] Editat per Columna, Barcelona, 2011.
- 2011-2012: Berta Noy per Llocs que no surten en els mapes.[10][11] Editat per Columna, Barcelona, 2012. També editat en castellà per Temas de Hoy. TH Novelas, Madrid, 2013.
- 2013: Jordi de Manuel i Barrabín per La decisió de Manperel.[12] Editat per Columna, Barcelona, 2013.
- 2014: Desert.
- 2015: Salvador Company per Sense fi.[13] Editat per Angle Editorial, Barcelona, 2015.
- 2016: Carles Rebassa per Eren ells.[14][15] Editat per Angle Editorial, Barcelona, 2016.
- 2017: Xavier Aliaga per Les quatre vides de l'oncle Antoine.[16] Editat per Angle Editorial, Barcelona, 2017.
- 2018: Marc Capdevila Clapera per L'observador de núvols.[17] Editat per Angle Editorial, Barcelona, 2018.
- 2019: Jaume C. Pons Alorda per Ciutat de mal.[18] Editat per Angle Editorial, Barcelona, 2019.
- 2020: Albert Pijuan per Tsunami.[5] Editat per Angle Editorial, Barcelona, 2020.
- 2021: Marc Quintana Llevot per Els culpables.[19] Editat per Angle Editorial, Barcelona, 2021.
- 2022: Manel Castromil Pérez per Amor. Editat per Angle editorial.[20]
- 2023: Desert.
- 2024: Marta F. Soldado per Al bosc vermell, un cavall fuig.[21]
- 2025: Desert.[22]